# 澤田守
澤田 守（さわだ まもる、1972年 - ）は日本の経済学者。博士（農学）（筑波大学、2002年）。専門は農業経済学。

## 経歴・人物
岩手県に生まれる。1994年高崎経済大学経済学部卒業。1994年水産省農業研究センター計画部就業構造研究室に配属。1999年筑波大学農学研究科博士課程社会人入学。2002年筑波大学農学研究科博士課程修了。独立行政法人農業技術研究機構中央農業総合研究センター経営計画部経営設計研究室を経て、現在、独立行政法人農業技術研究機構東北農業研究センター総合研究部経営管理研究室研究員主任研究員。

## 著書
- 『就農ルート多様化の展開論理』農林統計協会 2003年

### 共編著
- 『農業革新と人材育成システム : 国際比較と次世代日本農業への含意』農林統計出版  2014年
- 『日本農業の構造変動 : 2010年農業センサス分析』農林統計協会 2013年
- 金沢夏樹編集代表『日本農業経営年報　農業におけるキャリア・アプローチ－その展開と論理－』農林統計協会 2009年
- 関野幸二・平野信之・梅本雅編『制度変革下における水田農業の展開と課題』農林統計協会 2009年
- 小田切徳美編『日本の農業－2005年農業センサス分析－』農林統計協会 2008年

## 受賞
- 日本農業経済学会奨励賞 2005年
- 日本農学進歩賞 2009年

## 所属学会
- 日本農業経済学会
- 日本農業経営学会
- 農業問題研究学会
- 東北農業経済学会